# 秦希燕
秦希燕（1963年—），湖南益阳人，汉族，中华人民共和国政治人物、第十二届全国人民代表大会湖南地区代表。
毕业于中国社会科学院专业。加入中国共产党。担任湖南秦希燕律师事务所主任。2008年起担任全国人大代表。2013年，担任全国人大代表。